# José Francisco Velásquez der Jüngere
José Francisco Velásquez (* 1781 in Caracas; † 1822 ebenda) war ein venezolanischer Komponist.

## Leben
Der Sohn von José Francisco Velásquez dem Älteren wirkte als Komponist und Violinist in Caracas. Von ihm sind eine vierstimmige Messe, das Misere Violento (1820) und die Komposition Es María Norte y Guía überliefert. Mit Juan José Landaeta komponierte er 1798 ein Tantum ergo.